# Mont-ros (Sant Ramon)
Mont-ros és un antic nucli de població del municipi de Sant Ramon (Segarra) inclòs en l'Inventari del Patrimoni Arquitectònic de Catalunya.

## Descripció
Restes del nucli de Mont-Rós, situat al nord de Sant Ramon. A principis del segle XX hi vivien uns pocs habitants en les seves cases, i actualement és l'únic poble deshabitat del municipi.
Sabem que tenia una església romànica de la qual només en queda notícia en alguns arxius, dedicada a Sant Antoni mentre fou parròquia, tot i que posteriorment, al dependre de la de Gospí, passà a estar dedicada a Sant Martí.

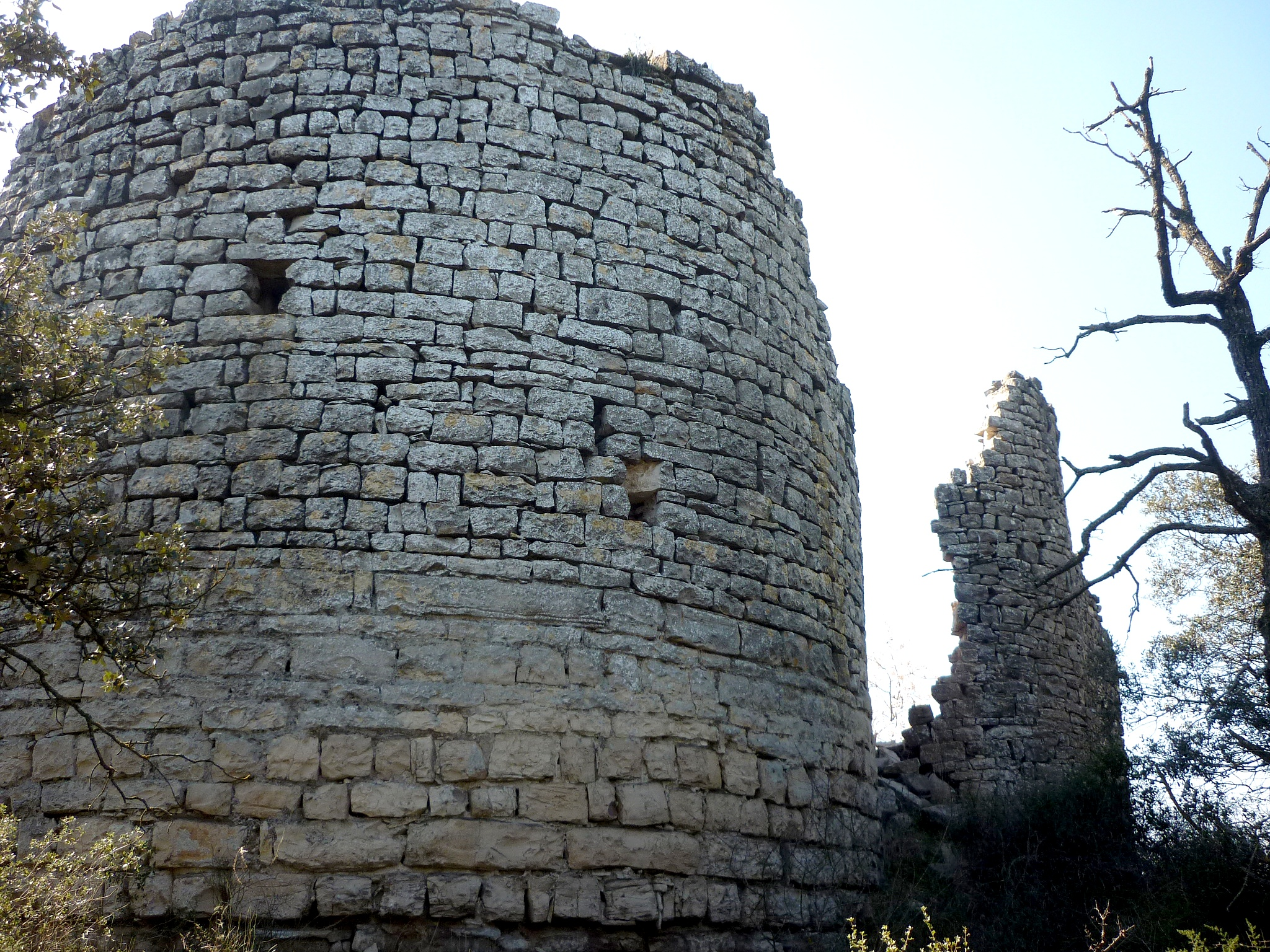
Exterior de la torre de guaita

Actualment es conserven restes dels seus habitatges, així com les restes de la torre de guaita del castell, de planta circular. Només es conserva la meitat septentrional de la torre, ja que la part sud va desaparèixer quan s'integrà als habitatges. La part nord de la torre té dues fases constructives, una amb carreus més grans i regulars, units amb morter, i una altra amb uns carreus més petits i irregulars, units amb argila. La primera fase constructiva està assentada directament a la roca natural, retallada per excavar un fossat que separa la població de l'altiplà.
Aquesta torre, construïda al segle xi, servia com enllaç entre les que estaven situades a Gospí i Mejanell, de construcció similar.

## Història
S'anomena Mont-Rós pel color de les seves terres argiloses.
No hi ha referències històriques sobre el castell, el primer esment del nucli és de l'any 1079, en el testament de Ramon Miró d'Aguda.